# Беклемишев, Семён Васильевич
Семён Васильевич Беклемишев — московский дворянин, воевода на службе у великого князя московского Ивана III.

## Происхождение и семья
Дворянин из рода Беклемишевых — потомок в V колене Гавриила, приехавшего на московскую службу из Новгорода. Внук Фёдора Елизариевича Беклемиша, по прозвищу которого образована фамилия. Пятый из семи сыновей Василия Фёдоровича Беклемишева.
Имел 5 сыновей Юрия, Андрея, Перфилия, Ивана и Семёна.

## Служба
В 1472 году во время нашествия хана Большой Орды Ахмата был воеводой в Алексине. Он получил указ Ивана III оставить город и отступить за Оку. Вопреки приказу он намеревался отстоять город, но потребовал от горожан значительной платы за это. Пока шел торг о сумме, Ахмат подступил вплотную к городу. Воевода отступил за Оку, а большинство жителей не успело эвакуироваться и пострадало от набега. Ахмат же, разорив Алексин, был вынужден срочно отступить, так как в это время на его центральный улус напал Мухаммед Шейбани.